# تریسینو
تریسینو (به ایتالیایی: Trissino) یک کومونه در ایتالیا است که در استان ویچنزا واقع شده‌است.

## خصوصیات
تریسینو ۲۱ کیلومترمربع مساحت و ۸٬۵۲۸ نفر جمعیت دارد و ۱۲۵ متر بالاتر از سطح دریا واقع شده‌است.

## خواهرخوانده
شهر نوی-اولم خواهرخواندهٔ تریسینو هست.